# Crepidium sumatrense
Crepidium sumatrense är en orkidéart som först beskrevs av Henry Nicholas Ridley, och fick sitt nu gällande namn av Dariusz Lucjan Szlachetko. Crepidium sumatrense ingår i släktet Crepidium, och familjen orkidéer. Inga underarter finns listade i Catalogue of Life.